# 道の駅にのみや
道の駅にのみや（みちのえき にのみや）は、栃木県真岡市にある国道294号の道の駅である。

## 施設
敷地内には旧二宮町にゆかりのある二宮尊徳の像が設置されている。
- 駐車場（普通車32台、大型車27台、身体障害者用2台）
- さくらトイレ（男13、女10、身体障害者用2）
- 公衆電話
- ひばり情報館（9:30 - 18:00）
- 尊徳物産館（物産販売施設・農産物直売所）
  - 野菜・特産品販売
  - 食堂
- いちごふれあい館（休憩施設）

## アクセス
- 国道294号
  - 栃木県道44号栃木二宮線
  - 栃木県道106号久下田停車場線
  - 栃木県道204号結城二宮線
  - 栃木県道216号岩瀬二宮線

## 周辺
- 真岡鐵道真岡線 久下田駅
- 真岡市立久下田小学校